# Hans-Friedrich von Krusemark
Hans-Friedrich von Krusemark, seltener auch Krusemarck, (* 14. Juni 1720 in Krusemark in der Altmark; † 15. Mai 1775 in Berlin) war ein preußischer Generalleutnant.

## Leben

### Herkunft
Hans-Friedrich war der Sohn von Adam Andreas von Krusemark (1685–1744) und dessen Ehefrau Sophie Elisabeth von Lüderitz (1701–1765). Sein Vater war Kapitän a. D. sowie Landrat der Altmark und Herr auf Krusemark.

### Militärkarriere
Krusemark trat bereits als Jugendlicher in die Preußische Armee ein, wurde 1736 Estandartenjunker beim Regiment Gensdarmes, am 15. Februar 1739 Kornett und am 24. Mai 1742 Lieutenant. 1744/45 nahm er während des Zweiten Schlesischen Krieges an den Schlachten bei Hohenfriedberg und Soor sowie am Gefecht bei Kath.-Hennersdorf teil. Am 1. August 1744 wurde er Generaladjutant des Regimentschefs General von der Goltz und am 19. August 1747 Flügeladjutant des Königs Friedrich II., der ihm ein Jahresgehalt von 400 Talern zahlte und ihn auch später allerlei Posten zukommen ließ. So wurde er am 3. Dezember 1748 Rittmeister, am 6. November 1751 Amtshauptmann in Zossen, am 22. Februar 1753 Kanonikus in Jülich sowie am 11. Juli 1754 Major. Als solcher nahm er am Siebenjährigen Krieg teil. Er kämpfte in der Schlacht bei Prag, wofür er den Orden Pour le Mérite bekam, und war dann im Stabe des Königs. Am 6. Oktober 1756 wurde er Domherr in Havelberg, am 12. Mai 1757 Oberstleutnant, am 19. Januar 1758 Oberst, Generaladjutant und Chef des Reitenden Feldjägerkorps und am 5. Februar 1760 Generalmajor. Ab 1763 war er Inspekteur der neugeschaffenen Magdeburgischen und Pommerschen Kavallerieinspektion. Auch als Chef des Regiments Gensdarmes (ab 24. Juni 1768) blieb er Magdeburgischer Inspekteur. Am 20. Mai 1771 wurde er zum Generalleutnant befördert und am 18. Januar 1773 zum Ritter des Hohen Ordens vom Schwarzen Adler geschlagen. Im Mai 1773 wurde er Amtshauptmann in Stolp. Daneben war er Erbherr auf Hohenberg, Krusemark und Groß-Ellingen.

### Familie
Krusemark heiratete im Dezember 1765 Christiane Johanna Wilhelmine von Ingersleben, die Tochter des Generals Johann Ludwig von Ingersleben. Ihr Sohn Friedrich Wilhelm Ludwig (* 9. April 1767 in Berlin; † 25. April 1822 in Wien) war Generalmajor und Gesandter und ihre Tochter Wilhelmine Karoline Albertine Charlotte Elisabeth (* 28. April 1768 in Potsdam; † 22. März 1847 in Berlin) heiratete den Grafen von Reede und wurde Oberhofmeisterin der Kronprinzessin von Preußen Elisabeth.